# Stadtlandschaft (Malerei)
In der bildenden Kunst versteht man die Stadtlandschaft im Unterschied zum geographischen Begriff der Stadtlandschaft als ein Sujet der Landschaftsmalerei, wonach eine Stadt in ihrer Umgebung oder Ausschnitte einer Stadt und ihrer Strukturen dargestellt werden.

## Unterteilung
Werke dieses Genres lassen sich weiter unterteilen in
- die Vedute, die ein Stadtpanorama abbildet, meist mit Blick auf einen Fluss, einen Kanal, einen Platz oder eine Straße, die den Blick linearperspektivisch in die Tiefe ziehen,
- Bilder, die die Schnittstelle von Stadt und Land zum Thema haben und die zwei Sujets Vedute und Landschaft verbinden, und
- das städtische Interieur, in dem der Bildausschnitt auf nur wenige Bauten eingeschränkt ist.

Die ersten vedutenartigen Stadtpanoramen entstanden auf Graphiken des Spätmittelalters nördlich der Alpen, vor allem in den Niederlanden und Deutschland. In der holländischen Malerei des 17. Jahrhunderts tauchten Stadtlandschaften des zweiten und dritten Typs zuerst im Gemälde auf. Ihren Siegeszug trat im 18. Jahrhundert vor allem die venezianische Vedute an.

Stadtlandschaften in der bildenden Kunst
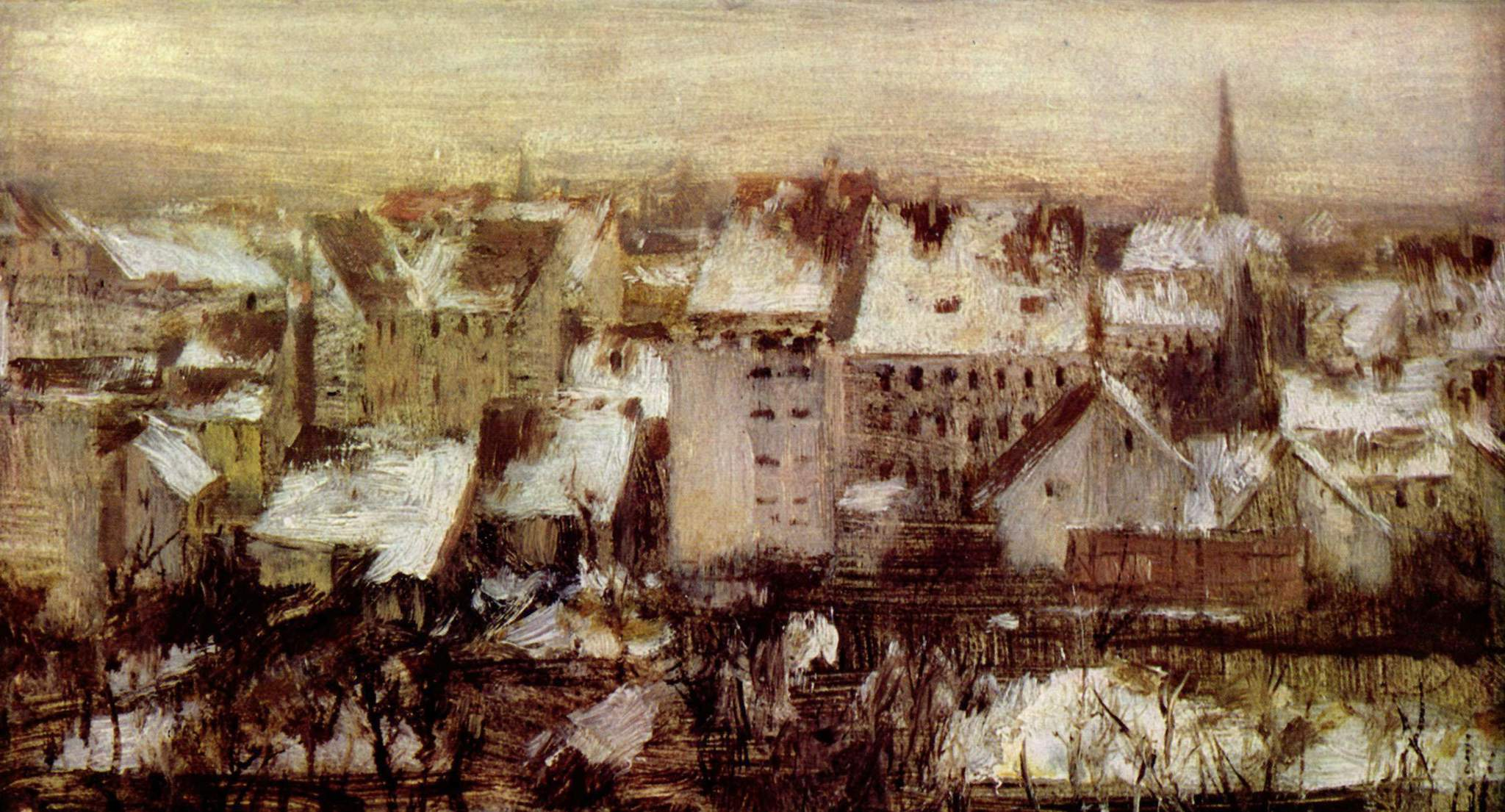
Adolf Menzel: Berlin, 1847
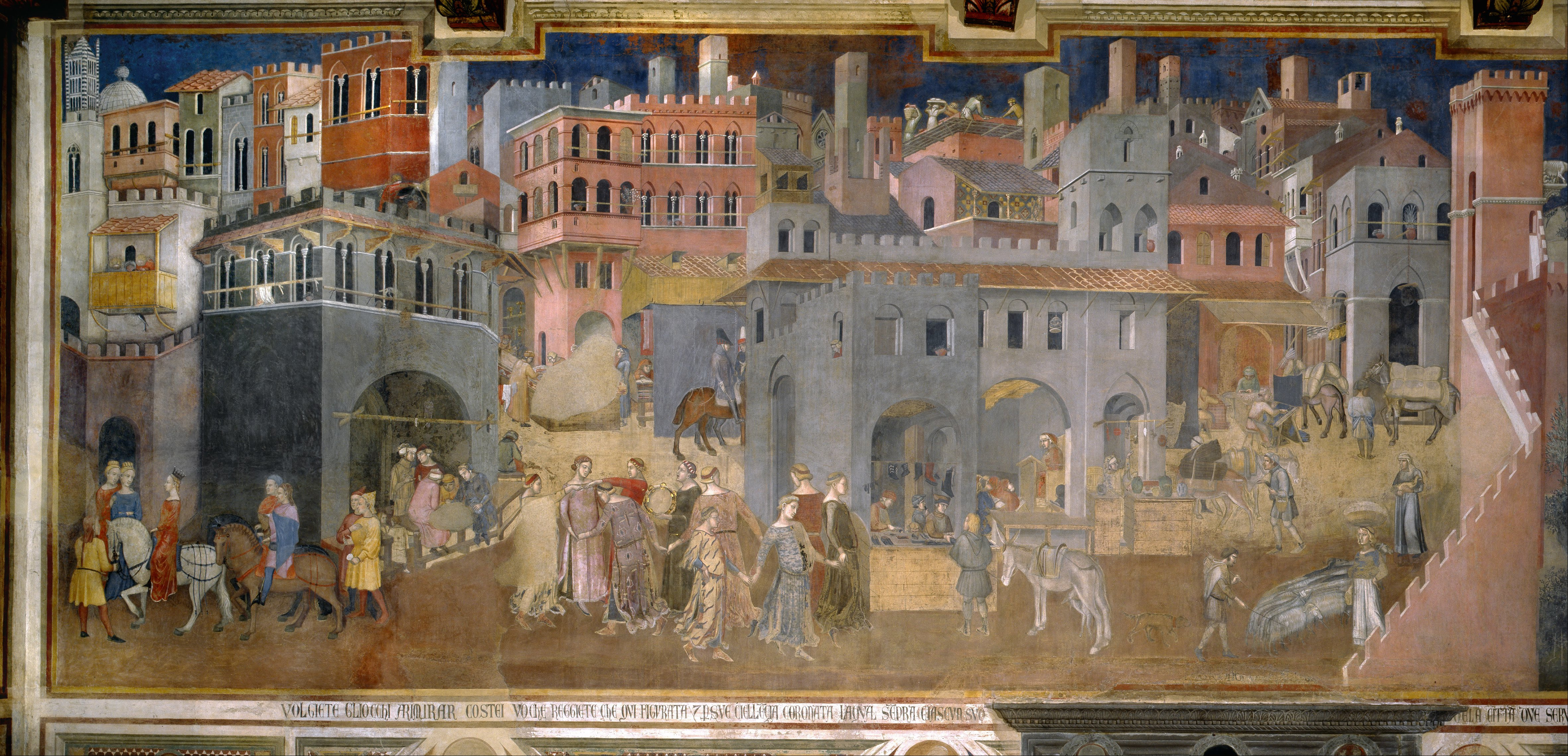
Ambrogio Lorenzetti: Allegorie der guten Regierung, um 1338

## Weitere Verwendungen
- Die Stadtlandschaft war ein Leitbild im Städtebau des 20. Jahrhunderts, etwa bei Hans Bernhard Reichow.
- Als literarischer Begriff dient er zur ästhetischen oder situativen Beschreibung moderner städtischer Räume, etwa bei August Endell.